# Francis Bowen (maratoneta)
Francis Kipkoech Bowen (12 ottobre 1973) è un ex maratoneta keniota.

## Competizioni internazionali
2003
- Bronzo alla The British 10K ( Londra) - 28'55"
- Bronzo alla 10 km di Dartford ( Dartford) - 29'14"

2004
- Argento alla Great South Run ( Portsmouth), 10 miglia - 47'16"
- 6º alla Wareng Road Race ( Eldoret) - 28'08"
- Oro alla Swansea Bay 10 K ( Swansea) - 29'18"

2005
- Oro alla Charleston Distance Run ( Charleston), 15 miglia - 1h15'32"
- 4º alla Baringo Half Marathon ( Kabarnet) - 1h02'57"
- 7º alla Mezza maratona di Philadelphia ( Filadelfia) - 1h02'58"
- Oro alla Mezza maratona di Parkersburg ( Parkersburg) - 1h04'42"
- Argento al Chris Thater Memorial ( Binghamton), 5 km - 13'47"
- 8º al Great Edinburgh Crosscountry ( Edimburgo) - 29'05"

2006
- Bronzo alla Maratona di Francoforte ( Francoforte sul Meno) - 2h10'48"
- Argento alla BIG25 Berlin ( Berlino), 25 km - 1h14'12"
- 11º alla Würzburger Residenzlauf ( Würzburg) - 28'48"

2007
- 8º alla Maratona di Francoforte ( Francoforte sul Meno) - 2h10'41"
- 4º alla Maratona di Ottawa ( Ottawa) - 2h12'21"
- 7º alla Maratona di Eindhoven ( Eindhoven) - 2h12'04"
- Argento alla Maratona di Hong Kong ( Hong Kong) - 2h17'19"
- 4º alla Route du Vin Half Marathon ( Remich) - 1h01'13"

2009
- Oro alla Maratona di Incheon ( Incheon) - 2h13'57"
- 7º alla Maratona di Zhengzhou ( Zhengzhou) - 2h16'51"
- 18º alla Maratona di Kuala Lumpur ( Kuala Lumpur) - 2h33'37"

2010
- Oro alla Maratona di Colonia ( Colonia) - 2h14'15"
- 11º alla Maratona di Taegu ( Taegu) - 2h14'39"

2011
- Bronzo alla Maratona di Valencia ( Valencia) - 2h08'01"
- 5º alla Maratona d'Europa ( Lussemburgo) - 2h15'35"
- Oro alla Mezza maratona di Kigali ( Kigali) - 1h04'36"

2012
- 4º alla Maratona di Praga ( Praga) - 2h10'05"
- 5º alla Maratona di Eindhoven ( Eindhoven) - 2h08'21"
- Bronzo alla Maratona di Taipei ( Taipei) - 2h15'34"

2013
- Bronzo alla Maratona di Chuncheon ( Chuncheon) - 2h08'53"
- Oro alla Maratona di Gunsan ( Gunsan) - 2h12'31"
- 8º alla Maratona di Singapore ( Singapore) - 2h23'41"

2014
- Argento alla Maratona di Hannover ( Hannover) - 2h11'30"
- 10º alla Nairobi Diamond Run ( Nairobi) - 28'17"

2015
- 6º alla Maratona di Changsha ( Changsha) - 2h17'55"

2016
- 5º alla Mezza maratona di Suqian ( Suqian) - 1h04'36"
- 9º alla Mezza maratona di Pizhou ( Pizhou) - 1h04'46"